# كوبرا يلماز
كوبرا يلماز مواليد 8 يناير 1991 في أرضروم، تركيا، هي لاعبة كرة يد تركية تلعب كجناح أيمن. تلعب في الدوري التركي لكرة اليد للسيدات. مثلت منتخب تركيا لكرة اليد للسيدات.